# ロイコトリエンB4-20-モノオキシゲナーゼ
ロイコトリエンB4-20-モノオキシゲナーゼ（leukotriene-B4 20-monooxygenase）は、アラキドン酸代謝酵素の一つで、次の化学反応を触媒する酸化還元酵素である
この酵素の基質はロイコトリエンB4、NADPH、H+とO2で、生成物は20-OH-ロイコトリエン、NADP+とH2Oである。補因子としてヘムを用いる。
組織名は(6Z,8E,10E,14Z)-(5S,12R)-5,12-dihydroxyicosa-6,8,10,14-tetraenoate,NADPH:oxygen oxidoreductase (20-hydroxylating) で、別名にleukotriene-B4 20-hydroxylase、leucotriene-B4 ω-hydroxylase、LTB4 20-hydroxylase、LTB4 ω-hydroxylaseがある。